# Asobara rufescens
Asobara rufescens är en stekelart som först beskrevs av Forster 1862.  Asobara rufescens ingår i släktet Asobara och familjen bracksteklar. Inga underarter finns listade.